# Aeroportul Rhinelander–Oneida County
Aeroportul Rhinelander–Oneida County (IATA: RHI, ICAO: KRHI, FAA LID: RHI) este un aeroport din Rhinelander, Comitatul Oneida, Wisconsin, Wisconsin, Statele Unite ale Americii ce deservește zona Rhinelander. Aeroportul a fost tranzitat în 2019 de 54.406 pasageri. A fost numit după zona deservită.
Situat la o altitudine de 495 m, aeroportul dispune de 2 piste.

## Infrastructură

### Piste
Aeroportul dispune de 2 piste. Pista 09/27 are suprafața de beton și dimensiunile 6.799 picioare × 150 picioare. Pista 15/33 are suprafața de asfalt și dimensiunile 5.201 picioare × 100 picioare. 